# 653

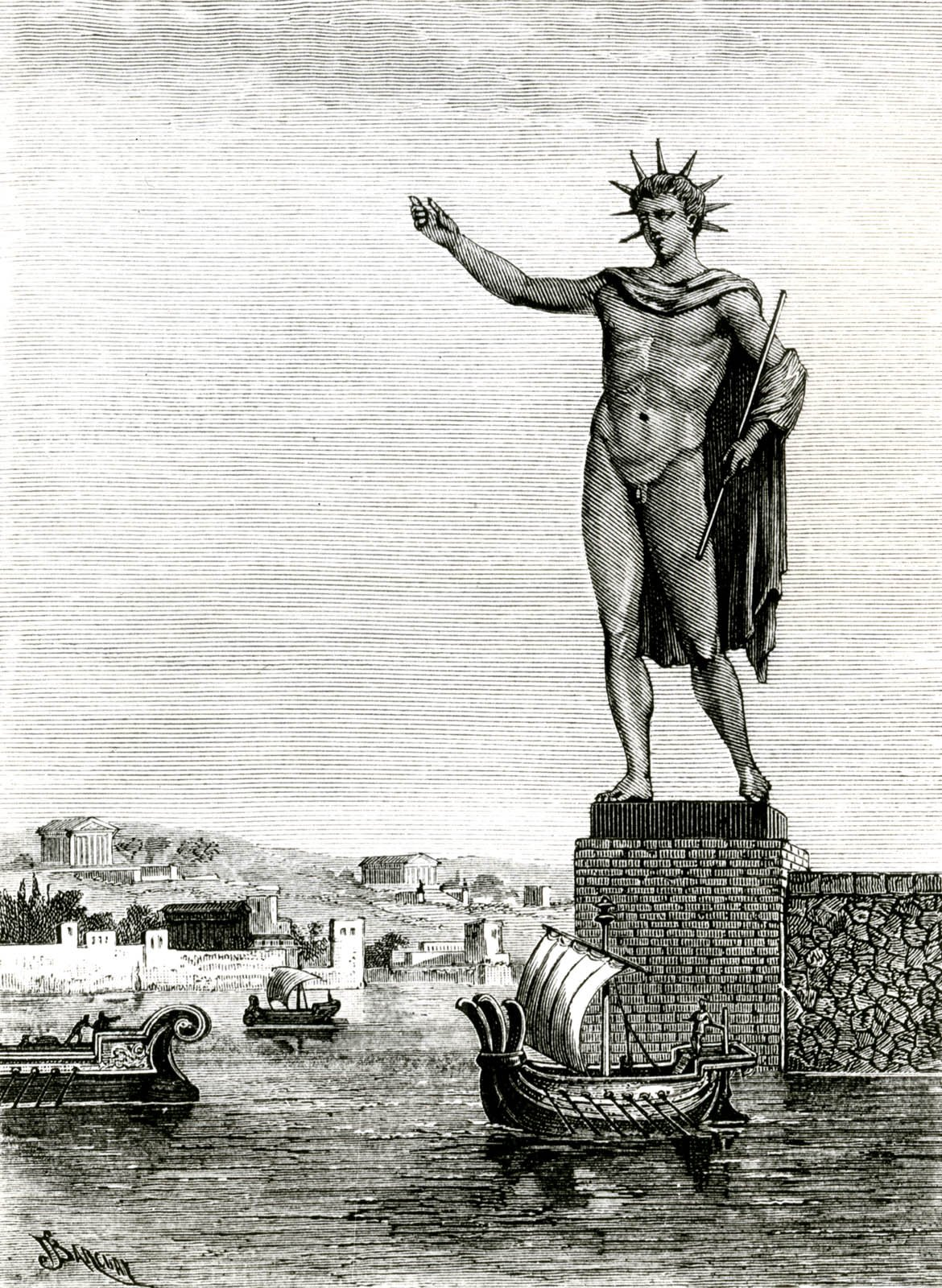
De Kolossos van Rhodos (gravure 1880)

Het jaar 653 is het 53e jaar in de 7e eeuw volgens de christelijke jaartelling.

## Gebeurtenissen

### Byzantijnse Rijk
- Keizer Constans II sluit een wapenstilstand en draagt het oostelijke gedeelte van Armenië over aan de oprukkende Arabieren onder leiding van Moe'awija, gouverneur van Syrië. Het gebied rond Erzincan, het huidige Turkije, blijft onder Byzantijns bestuur.
- Moe'awija leidt een expeditie naar het Griekse eiland Rhodos en verovert de havenstad. Hij laat de bronzen brokstukken van de Kolossos van Rhodos (een van de zeven wereldwonderen van de antieke wereld) verschepen naar Damascus.

### Brittannië
- Peada, zoon van koning Penda van Mercia, trouwt met Ealhflaed, dochter van koning Oswiu van Bernicia. Als voorwaarde voor het huwelijk laat hij zich dopen. Penda bekeert zich niet tot het christendom, maar laat wel missionarissen toe in zijn rijk.
- Sigebert II (653 - 660) volgt Sigebert I op als koning van Essex. Hij wordt door Oswiu overtuigd om het christendom te accepteren en zich aan te sluiten in een alliantie tegen Mercia.

### Europa
- Koning Rodoald van de Longobarden wordt na een regeerperiode van slechts vijf maanden vermoord. Als opvolger wordt Aripert I door de Longobardische adel gekozen. Deze verspreidt het katholicisme in Italië.

### Azië
- Keizer Kōtoku stuurt een Japanse delegatie naar de Tang-dynastie (China). Tijdens de reis lijden sommige schepen schipbreuk.

## Religie
- 15 juni - Paus Martinus I wordt in opdracht van Constans II gearresteerd en afgevoerd naar Constantinopel. Hij wordt voor een half jaar verbannen naar het Griekse eiland Naxos in de Egeïsche Zee.
- Maximus Confessor wordt in Carthago gearresteerd wegens zijn verzet tegen het monotheletisme. Tijdens zijn reis naar Constantinopel raakt hij ernstig verzwakt door jicht, dysenterie en zeeziekte.
- De Sinheungsa-tempel in de Gangwon-do provincie (Zuid-Korea) wordt gesticht (volgens sommige bronnen vindt dit ook plaats in 637). Het is de oudste tempel van het Zenboeddhisme in het land.

## Geboren
- Childerik II, koning van de Franken (waarschijnlijke datum)
- Ermenhilda, Angelsaksisch koningin en abdis (overleden 703)

## Overleden
- 30 september - Honorius, aartsbisschop van Canterbury
- 8 december - Romarich (83), Frankisch geestelijke en heilige
- Abbas ibn Abd al-Muttalib (87), koopman en oom van Mohammed
- Rodoald, koning van de Longobarden